# Charles Green (bobsleigh)
Pour les articles homonymes, voir Charles Green et Green.
Charles Patrick Green, né le 30 mars 1914 à Pietermaritzburg (Union d'Afrique du Sud) et mort le 10 avril 1999 à Owen Sound (Canada), est un bobeur britannique.

## Carrière
Charles Green participe aux Jeux olympiques d'hiver de 1936 organisés à Garmisch-Partenkirchen en Allemagne, où il est médaillé de bronze en bob à quatre avec James Cardno, Guy Dugdale et Frederick McEvoy. Il remporte également la médaille d'or de bob à quatre aux championnats du monde de 1937 et aux championnats du monde de 1938, la médaille d'argent en bob à deux aux Mondiaux de 1938 ainsi qu'une médaille d'argent en bob à quatre aux championnats du monde de 1939.

## Palmarès

### Jeux Olympiques
- : médaillé de bronze en bob à quatre aux Jeux olympiques d'hiver de 1936.

### Championnats monde
- : médaillé d'or en bob à 4 aux championnats monde de 1937 et 1938.
- : médaillé d'argent en bob à 2 aux championnats monde de 1938.
- : médaillé d'argent en bob à 4 aux championnats monde de 1939.